# Uragano Hugo
L'uragano Hugo è stato un uragano molto violento di categoria 5 che ha colpito le isole caraibiche della Guadalupa, Montserrat, Saint Croix, Porto Rico, Antigua e la Carolina del Sud nel mese di settembre nella stagione 1989 degli uragani atlantici.

## Storia meteorologica
Hugo è nato da un'onda tropicale che si è mossa al largo della costa occidentale dell'Africa, il 9 settembre. Poco dopo lo spostamento al largo della costa africana, è stata classificata come depressione tropicale. I venti avevano inizialmente la velocità di 30 mph (48 km/h) ma hanno successivamente raggiunto i 56 km/h. Dirigendosi verso ovest, la depressione tropicale si è costantemente intensificata, diventando una tempesta tropicale il 11 settembre alle ore 18:00 UTC, e gli è stato affibbiato il nome di Hugo. Il 13 settembre, Hugo si è rapidamente intensificato ed ha raggiunto la forza di uragano. Una zona di bassa pressione a sud ha fatto cambiare ad Hugo il suo percorso, facendolo dirigere ad ovest-nord-ovest, mentre la tempesta si stava lentamente rafforzando. Poco dopo, l'uragano Hugo ha cominciato ad intensificarsi rapidamente; 24 ore dopo è stato ufficialmente classificato come un uragano, raggiungendo la categoria 2.

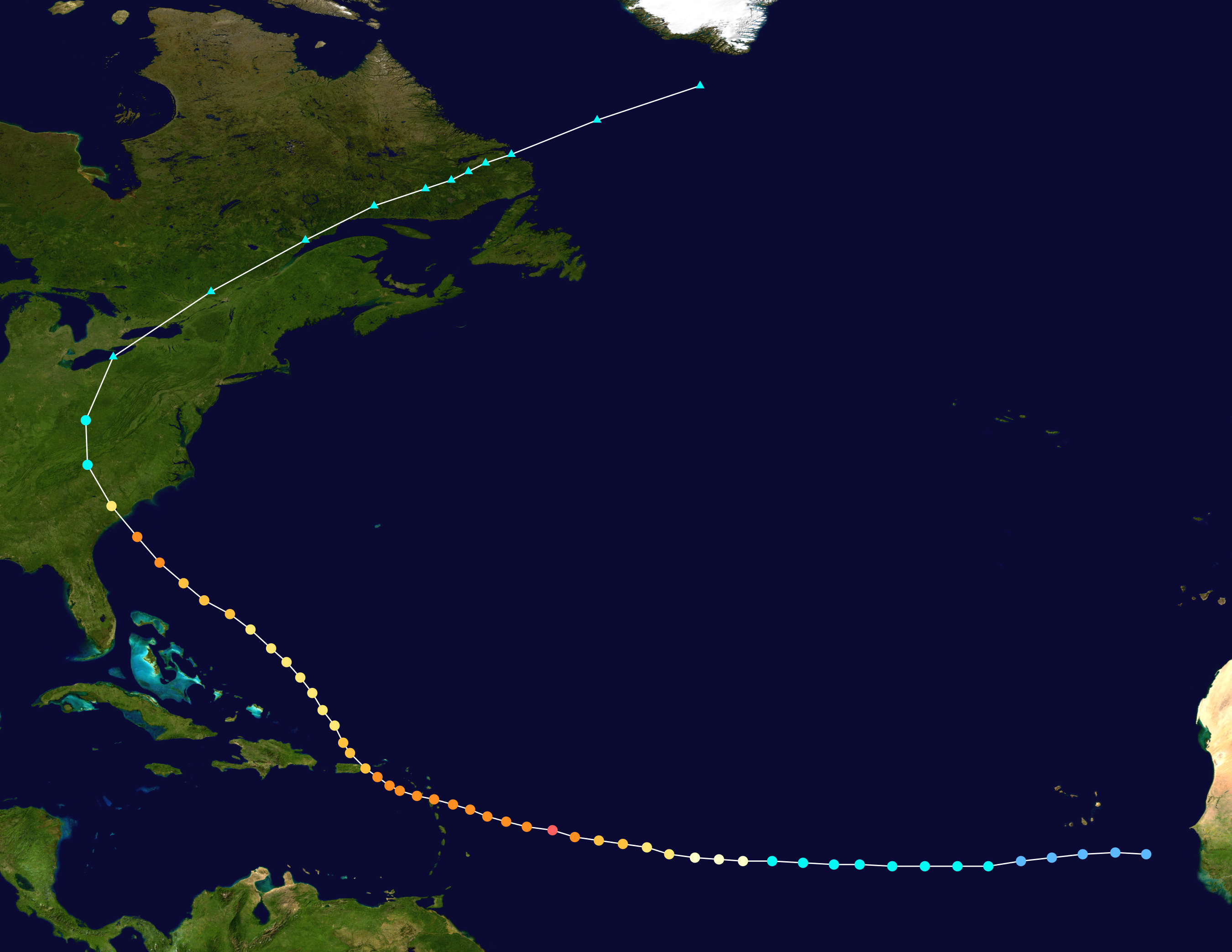
Il percorso di Hugo.

Dopo essersi rafforzato ulteriormente, Hugo ha raggiunto la categoria 4, mentre si muoveva lentamente a nord-nord-ovest. Il 15 settembre l'uragano ha raggiunto la categoria 5. I suoi venti massimi sostenuti salirono a 160 mph (260 km/h) e la pressione centrale minima era scesa a 918 millibar (27,1 inHg). Dopo un picco di intensità, Hugo si è indebolito leggermente, declassando ad uragano di categoria 4. Nelle prime ore del 17 settembre, Hugo ha incrociate Guadalupa e Montserrat mentre i suoi venti sono arrivati vicino a 140 mph (230 km/h). Meno di 24 ore più tardi, ha fatto un altro approdo sull'isola di San Croix, con la stessa intensità. Quel giorno, l'uragano Hugo è anche approdato a Puerto Rico, a Vieques e a Fajardo, anche se si era leggermente indebolito.
Hugo ha poi cominciato ad accelerare a nord-ovest poco dopo essere uscito da Puerto Rico. Il 18 settembre, l'uragano si trovava a poche centinaia di miglia ad est dalla Florida, quando la tempesta ha virato a nord, in risposta ad un flusso di bassa pressione che si stava muovendo negli Stati Uniti sud-orientali. Hugo cominciò a rafforzarsi ancora una volta, e ha raggiunto un picco secondario alle 18:00 UTC del 21 settembre come uragano di categoria 4.  Il 22 settembre alle 04:00 UTC, Hugo si è abbattuto sulle Isle of Palms, Carolina del Sud, al suo picco secondario come uragano di categoria 4 sulla scala Saffir-Simpson. La tempesta si è poi indebolita a categoria 1 come l'uragano passò sopra Charlotte, Carolina del Nord. Hugo ha poi proseguito il trend di indebolimento a tempesta tropicale lo stesso giorno. La tempesta ha continuato l'indebolimento mentre si muoveva nell'entroterra, per poi dissiparsi il 25 settembre.

### Il volo di ricognizione N42RF
Tra il 15 e il 22 settembre, gli aerei dell'United States Air Force (USAF) e della National Oceanic and Atmospheric Administration (NOAA) sono penetrati nell'occhio di Hugo 76 volte, documentando la posizione del centro della tempesta all'incirca una volta ogni due ore. Tra questi aerei c'era un WP-3D Orion servito dalla NOAA e soprannominato Kermit (nominativo N42RF). Era stato schierato alle Barbados insieme a un altro WP-3D Orion come parte di un esperimento di ricerca coordinato dalla Hurricane Research Division. Mentre penetrava nella tempesta ad un'altitudine di 1.500 piedi (460 m), l'aereo incontrò turbolenze estreme e venti sostenuti di 190 mph (310 km / h), indicando una tempesta più intensa di quanto suggerito dalle stime satellitari. I dati di volo hanno mostrato che l’aereo probabilmente ha incontrato un mesovortice paragonabile a un debole tornado che si estendeva per un chilometro. Uno dei quattro motori di Kermit si è surriscaldato all'interno dell'occhio dell'uragano, provocandone lo spegnimento che ha fatto perdere rapidamente quota all'aereo quando è entrato nell'occhio. I piloti ripresero il controllo quando l'aereo raggiunse un'altitudine di 790 piedi (240 m) alle 17:28 UTC. Per evitare di sovraccaricare i tre motori rimanenti, i piloti hanno orbitato attorno al centro di Hugo per un'ora all'interno dell'occhio largo 9 miglia (14 km) portando l'aereo ad una graduale ascesa. Il carburante è stato espulso anche dalla fusoliera inferiore del Kermit. L'aereo è salito a un'altitudine di 2.200 m (7.200 piedi) prima di lasciare l'occhio attraverso la barriera oculare nord-est e tornare all'Aeroporto internazionale Grantley Adams delle Barbados.